# Azdavay
Azdavay ist eine Stadt und Hauptort des gleichnamigen Landkreises in der Provinz Kastamonu im Norden der Türkei. Die Stadt liegt im Hinterland der Schwarzmeerküste im Gebirgszug Küre Dağları, etwa 48 km nordwestlich der Provinzhauptstadt Kastamonu. Von Azdavay führen Straßenverbindungen zu den benachbarten Kreisstädte. 1946 wurde der Ort zu Belediye (Gemeinde) erhoben.

## Landkreis
Der 1946 gebildete Landkreis liegt im westlichen Zentrum der Provinz und grenzt an den Kreis Pınarbaşı im Westen, die Kreise Cide und Şenpazar im Nordwesten, den Kreis Doğanyurt im Norden, an die Kreise Küre und Ağlı  im Osten sowie schließlich im Süden an den Kreis Daday.
Der Fluss Devrekani Çayı durchfließt den Landkreis und die Stadt in überwiegend nordwestlicher Richtung.
Der Kreis besteht neben der Kreisstadt (2020: 45,3 % der Kreisbevölkerung) aus 49 Dörfern (Köy) mit durchschnittlich 81 Bewohnern. Die Einwohnerzahlen liegen zwischen 176 (Çoçukören) und 7 (Kayabaşı). Der Kreis ist unterdurchschnittlich besiedelt (31 Dörfer haben weniger als 81 Einw.). Seine Bevölkerungsdichte erreicht gerade ein Drittel des Provinzdurchschnitts von 29 Einw. je km².